# Litocikî, Brovarî
Litocikî (în ucraineană Літочки) este localitatea de reședință a comunei Litocikî din raionul Brovarî, regiunea Kiev, Ucraina.

## Demografie
Componența lingvistică a localității Litocikî
     Ucraineană (98,82%)
     Alte limbi (1,19%)
Conform recensământului din 2001, majoritatea populației localității Litocikî era vorbitoare de ucraineană (98,82%), existând în minoritate și vorbitori de alte limbi.